# Claus-Dieter Osthövener
Claus-Dieter Osthövener (* 1959 in Wilhelmshaven) ist ein Professor für evangelische Theologe.

## Leben
Claus-Dieter Osthövener studierte zunächst Chemie auf Diplom und evangelische Theologie auf Lehramt an der Universität Göttingen. Anschließend absolvierte er, ebenfalls in Göttingen, sein Referendariat und wurde anschließend mit der Schrift Die Lehre von Gottes Eigenschaften bei Friedrich Schleiermacher und Karl Barth in Systematischer Theologie promoviert.  Nach der Promotion war er von 1993 bis 2000 wissenschaftlicher Assistent an der Universität Halle. Nach der Habilitation war er von 2002 bis 2015 Dozent und Professor für Systematische Theologie an der Bergischen Universität Wuppertal. Seit 2015 ist er Professor für Systematische Theologie und Geschichte der Theologie an der Philipps-Universität Marburg. Seit 2023 ist Osthövener Ephorus der Hessischen Stipendiatenanstalt.
Seine Forschungsschwerpunkte sind postkoloniale Theologie, Klimatheologie und Rudolf Otto.